# Anna Kristjánsdóttir
Anna Björk Kristjánsdóttir (Reykjavík, 14 oktober 1989) is een IJslands voetbalspeelster.
In januari 2019 tekende Kristjánsdóttir een contract bij PSV, waar ze anderhalf seizoen zou blijven spelen.

## Statistieken
| Seizoen   | Club                | Land      | Competitie | Wedstrijden | Doelpunten |
| --------- | ------------------- | --------- | ---------- | ----------- | ---------- |
| 2004-2008 | KR                  | IJsland   | ÚRW        | 11          | 0          |
| 2009-2016 | Stjarnan            | IJsland   | ÚRW        | 119         | 7          |
| 2016      | KIF Örebro DFF      | Zweden    | DAM        | 21          | 1          |
| 2017      | IF Limhamn Bunkeflo | Zweden    | DAM        | 22          | 3          |
| 2018      | IF Limhamn Bunkeflo | Zweden    | DAM        | 21          | 0          |
| 2018/19   | PSV                 | Nederland | Eredivisie | 6           | 0          |
| 2019/20   | PSV                 | Nederland | Eredivisie | 5           | 2          |
| 2020      | Selfoss             | IJsland   | ÚRW        | 13          | 0          |
| 2020/21   | Le Havre            | Frankrijk | FD1        | 18          | 0          |
| 2021/22   | Internazionale      | Italië    | SAW        |             |            |
| Totaal    | Totaal              | Totaal    | Totaal     | 224         | 14         |

Laatste update: juni 2020

## Interlands
Sinds 2013 speelt Kristjánsdóttir voor het IJslands vrouwenvoetbalelftal.